# Преписка Гвидa Тартаље и Милоша Црњанског
Преписка Гвида Тартаље и Милоша Црњанског укључује двадесет два писма, написана у периоду од 24. марта 1958. до 29. априла 1960. године, која се односе на преговоре и договоре везане за објављивање књиге Милоша Црњанског „Итака и коментари” („Просвета”, 1959), чији је уредник био Гвидо Тартаља. Писма се налазе у Удружењу за културу, уметност и међународну сарадњу „Адлигат” у Београду, а поклон су Иве Тартаље и део породичне збирке породице Тартаља.
Целокупна преписка штампана је у оквиру књиге „Преписка са Црњанским; Аутобиографске белешке: из збирке породице Тартаља" (2018) у издању Удружења „Адлигат”.

## Контекст преписке
У периоду када су писма написана, Милош Црњански је, као противник комунистичке идеологије, већ неко време живео у емиграцији у Лондону. Гвидо Тартаља био је уредник издавачког предузећа „Просвета” у Београду, које је у едицији „Бразде” требало да објави рукопис „Итака и коментари”. У преписци су, осим Црњанског и Тартаље, у мањем обиму, учествовали и Живан Димитријевић, тадашњи директор „Просвете”, као и Милорад Панић-Суреп, члан Издавачког савета „Просвете” и секретар за просвету и културу НР Србије. Сви рукописи штампани у то време морали су да буду одобрени од стране Издавачког савета, и, мада Тартаља о томе говори као о „формалности", Црњански ипак питању прилази обазриво.
Од двадесет два писма, тринаест је написао Црњански, од тога је дванаест упућено Тартаљи, а једно Живану Димитријевићу. Гвидо Тартаља Црњанском је упутио девет писама, укључујући и једну копију предлога о изменама Милорада Панића-Сурепа („реферат”, како то назива Црњански). Сва писма која је Црњански послао из Лондона сачувана су у оригиналним ковертама и сва су потписана и датирана. Писма Тартаље су копије послате Црњанском, односно преписи које је Гвидо сам правио за своју личну архиву.
Писма су уопштено пословног карактера, али почетни службени тон временом прераста у пријатељски, о чему сведочи и међусобни начин обраћања: „Најпре су се ословљавали са „господине", а затим само именом".
Црњански се у Југославију вратио 1965. године, а по повратку једном приликом сусрео се и са Тартаљом, што је Тартаља описао у својим белешкама.